# Védák
A Védák (szanszkrit: वेद = tudás, szent ismeret) India legrégibb irodalmi emlékei, a hinduizmus legfontosabb forrása, a  hagyomány alapján az univerzum ezoterikus bölcsessége. Elfogadása a hindu ortodoxia kritériuma. A Védák egyet jelentenek a srutival, azaz a szent és örök igazsággal, kinyilatkoztatás formájában.
Azokat az ősi indiai eredetű vallásokat – pl. a buddhizmus és a dzsainizmus – amelyek elutasítják a Védákat, násztikáknak (tagadóknak), míg azokat, amelyek a Védákat végső tekintélynek tekintik, ásztikáknak, azaz ortodoxnak tekintik. Ezen ortodox gondolkodók többsége úgy tartja, hogy a négy Véda "személytelen", tehát nem Isten szava (ahogy azt a keresztények tartják a Bibliáról), hanem öröktől fogva létező megtestesülése a személyes törvényhozó felett álló egyetemes törvénynek. 
Vannak azonban, akik szerint a Véda-szövegeket Isten személyesen adta át a kiválasztott risiknek. Ez utóbbi elmélet hívei hajlamosak olyan későbbi, szektás nézőpontokat is képviselő szövegeket is a sruti-irodalomba sorolni, melyeket állításuk szerint Visnu, Siva vagy Dévi nyilatkoztatott ki egy arra érdemes személynek. 

## Részei

### Négy Véda
A Véda vagy Védák kifejezés magában foglalja a négy szamhitát (vagy szanhitát = gyűjteményt), azaz
a Védák tényleges magját:
- Rigvéda-szamhita, (himnuszok)
- Számavéda-szamhita, (dalok)
- Jadzsurvéda-szamhita, (áldozati formulák)
- Atharvavéda-szamhita, (mágikus formulák)

Szűkebb értelemben a Véda csak a négy szamhitát jelenti.

### Későbbi részek
A négy Védához a papok később további részeket, úgynevezett bráhmana-, áranjaka- és upanisad-szövegeket csatoltak.
- Bráhmana-gyűjtemény

Kb. Kr. e. 1000-től Kr. 600-ig a Bráhmanák (szertartások, rituális szövegek, értelmezések).
- Áranjakák

Misztikus és szimbolikus elmélkedések; ún. erdei szövegek, azaz az erdőkben élő szerzetesek által tanulmányozandó értekezések
- Upanisadok-gyűjtemény

A következő réteget (kb. Kr. e. 700-tól Kr. u. 500-ig) az Upanisádok (filozófiai, misztikus, titkos tanítások) alkotják.
- az Ájur Véda az egészséges élet tudományát,
- a Dhanur Véda a hadtudományokat és a harcművészeteket,
- a Gándharva Véda a zene és a tánc tudományát,
- a Szthápatja Véda pedig a matematikát és a mérnöki tudományokat mutatja be.

### Nem része a Védáknak
A Mahábhárata (amelynek egy része a Bhagavad-gíta), a Rámájana és a Puránák, (így a Bhágavatam is) mind szmriti (szent hagyományok), nem képezik a Védák részét.

## Keletkezése
A hinduk szerint a Véda időtlen; évezredekkel ezelőtt nyilatkoztatott ki ama risik, azaz látnokok számára, akiknek nevei megtalálhatók a szövegekben. 
A Védák keletkezését több korábbi tudós Kr. e. 6000–4000 közötti időpontra tette, azonban ma már elfogadottabb álláspont egy jóval későbbi időszak.
A gyűjteményben szereplő nyílt csillagászati utalások alapján a legősibb Véda, a Rigvéda eredeti keletkezését a Kr. e. 3. évezredre tehetjük. 
Ősi memorizációs technikákra (vikriti) támaszkodva e szövegek évszázadokon keresztül szájhagyomány útján terjedtek. Sőt, mivel rituális értéke csak az apáról fiúra, mesterről tanítványra élőszóban áthagyományozott szövegnek volt, azért még az írás megjelenése  után is, egészen a legutóbbi időkig (azaz több ezer éven keresztül), szinte kizárólag szájról szájra őrződtek meg e szövegek.

## Az iratok
Szamhita-gyűjtemény
A Védák mai formájukban négy fő részből (gyűjteményből /szamhita/) állnak. A Rigvéda-szamhita himnuszokat, a Jadzsurvéda áldozóigéket, a Számavéda ősi dallamokat, míg az Atharvavéda főként varázsigéket foglal magába. Legősibb közülük az 1028 himnuszból álló Rigvéda.
A himnuszok és imák az istenekhez szólnak, többek között az ősi Áditjákhoz (Varunához, Mitrához és Arjamanhoz), Agnihoz, Indrához, az Éghez (Djausz) és a Földhöz (Prithivi), a Naphoz  (Szúrja), a Szélhez s még számos istenhez. A himnuszok körülbelül negyedét Indra istennek szentelték.
Bráhmanák
A szintén sruti-irodalomhoz tartozó bráhmanák nagyszámú, szertartás-magyarázatokkal kapcsolatos szövegeket tartalmaznak, de megtalálhatók benne egyes mítoszok korai változata is. 
Áranjakák, Upanisadok
Jóllehet az árnajakákat és az upanisadokat is a kinyilatkoztatott tudáshoz sorolják, jellegüket tekintve jócskán eltérőnek látszanak. Szövegeiket olyan személyek írták, akik a társadalmi életről lemondva egész életüket a spirituális gyakorlatoknak és misztikus felismeréseknek szentelték. Az upanisadokat védántának, vagyis a "Véda végének" is nevezik: e szövegek képezik a védikus irodalom utolsó részét. 